# 謝治河
謝治河，四川梓潼人，清朝政治人物。举人出身。
嘉庆二十年，署任廣東廣州府永安縣知縣（現紫金縣知縣）。后由劉懷谷接任。